# Riddick (film)
Riddick este un film SF din 2013 americano-britanic regizat de David Twohy. A avut premieră la 4 septembrie în Marea Britanie și 6 septembrie 2013 în SUA.

## Prezentare
În continuarea evenimentelor din „The Chronicles of Riddick”, infamul Riddick a fost lăsat să moară pe o planetă arsă-puternic de soarele său și care pare a fi lipsită de viață. Curând, însă, el se luptă pentru supraviețuire împotriva animalelor de pradă extraterestre mult mai letale decât oricare altele pe care omenirea le-a întâlnit. Singura cale de scăpare pentru Riddick este de a activa un semnalizator de urgență și să alerteze mercenarii care rapid vor veni și coborî pe această planetă în căutarea recompensei lor. 
Prima nava care sosește poartă un nou tip de mercenar, mai letal și violent, în timp ce a doua navă este condusă de un om pentru care urmărirea lui Riddick este o afacere personală. Deoarece timpul se scurge si o furtună puternică apare la orizont, în fața căreia nimeni nu poate supraviețui, vânătorii nu vor să părăsească planeta fără capul lui Riddick ca trofeu.

## Actori
- Vin Diesel este Richard B. Riddick
- Katee Sackhoff este Dahl
- Jordi Mollà este Santana
- Bokeem Woodbine este Moss
- Dave Batista este Diaz
- Nolan Gerard Funk este Luna
- Karl Urban este Lord Siberius Vaako

## Dezvoltare
La 8 martie 2006, un articol de pe Comingsoon.net relata că Vin Diesel a afirmat că o continuare la The Chronicles of Riddick este în lucru.